# Marcos Curado
Marcos Curado (ur. 9 maja 1995 w Mar del Plata) – argentyński piłkarz występujący na pozycji obrońcy we włoskim klubie Catania. Wychowanek Arsenalu Sarandí, w trakcie swojej kariery grał także w takich zespołach, jak Genoa, Avellino, Crotone, Frosinone oraz Perugii. Posiada również obywatelstwo włoskie.